# Grotta di Melissani
La grotta di Melissani (in greco moderno: Μελισσάνη), conosciuta anche come lago di Melissani, è una grotta carsica sull'isola di Cefalonia, in Grecia. Si trova vicino al villaggio di Karavomilos, circa 2 km a nord ovest di Sami e circa 5 a sud est di Agia Effimia.
Dimenticata per secoli, la grotta è stata riscoperta nel 1951 dallo speleologo Giannis Petrohilos; è lunga 160 metri, larga 40 e alta 36 metri. All'interno contiene un lago, lungo 60 metri, largo 40 e profondo fino a a 39 metri, con una temperatura dell'acqua di circa 10°.
Le stalattiti risalgono dai 16.000 ai 20.000 anni fa. Al centro del lago, dove inizia la parte coperta della grotta, c'è un'isoletta di 30 metri di lunghezza, alta circa 9 metri
La grotta può essere visitata sia con barche a remi, sia a piedi attraverso un corto tunnel pedonale che scende fino alle sponde del lago interno alla grotta, il cui soffitto è in parte crollato a seguito del terremoto di Cefalonia del 1953, il che la rende scenograficamente ancor più attraente, con la luce proveniente dall'apertura che divide la grotta in due zone, una illuminata dalla luce diurna e l'altra buia (quest'ultima particolarmente ricca di alghe e stalagmiti).
Particolarmente scenografico è anche l'ingresso della grotta, sul quale crescono piante, e caratterizzato dal colore della roccia simile a quello del miele
Secondo la mitologia greca la ninfa Melissani, delusa dall'amore non corrisposto verso il dio Pan, si suicidò, cadendo nelle acque del lago. L'acqua, dolce e salata insieme (in quanto il lago è collegato anche con il mare), la ricchezza di decorazioni stalattitiche e stalagmitiche, i ritrovamenti effettuati nella grotta che attestano che essa fu un tempio dedicato a Pan, un satiro divinizzato al nome del quale si tenevano qua riti orgiastici, rendono questo luogo, situato in un minuscolo villaggio di pescatori, davvero surreale.